# Тече вода
«Тече́ вода́» — україномовний студійний альбом співачки Софії Ротару. Записаний в 2004 році в студії Franchising records. Альбом увійшов у десятку найкращих альбомів України, в категорії «найностальгічніший».

## Список композицій
| #   | Назва                                                                | Час  |
| --- | -------------------------------------------------------------------- | ---- |
| 1.  | «Тече вода» Слова: Ю. Рибчинський Музика: І. Поклад                  | 3:52 |
| 2.  | «Минає день» Слова: Ю. Рибчинський Музика: М. Мозговий               | 4:15 |
| 3.  | «Білі нарциси» Слова: В. Крищенко Музика: Г. Татарченко              | 3:48 |
| 4.  | «Пісня буде поміж нас» Слова: В. Івасюк Музика: В. Івасюк            |      |
| 5.  | «День з тобою» Слова: Р. Братунь Музика: В. Івасюк                   |      |
| 6.  | «Даль-далина» Слова: Д. Павличко Музика: В. Івасюк                   |      |
| 7.  | «Балада про мальви» Слова: Б. Гура Музика: В. Івасюк                 | 4:23 |
| 8.  | «Вперше» Слова: М. Мозговий Музика: М. Мозговий                      | 3:27 |
| 9.  | «Кленовий вогонь» Слова: Ю. Рибчинський и М. Ваньо Музика: В. Івасюк |      |
| 10. | «Краю мій лелечий» Слова: Г. Булах Музика: І. Поклад                 |      |
| 11. | «Ти, земле моя» Слова: Ю. Рибчинський Музика: О. Осадчий             | 4:20 |
| 12. | «Відлуння кроків» Слова: В. Вознюк Музика: В. Івасюк                 | 4:19 |
| 13. | «Два перстені» Слова: В. Івасюк Музика: В. Івасюк                    |      |
| 14. | «У долі своя весна» Слова: Ю. Рибчинський Музика: В. Івасюк          | 3:50 |
| 15. | «Лиш раз цвіте любов» Слова: Б. Стельмах Музика: В. Івасюк           |      |
| 16. | «Вернись із спогадів» Слова: Р. Братунь Музика: В. Івасюк            |      |
| 17. | «Запроси мене у сни» Слова: Б. Стельмах Музика: В. Івасюк            | 4:36 |
| 18. | «Фортуна» Слова: М. Ткач Музика: О. Осадчий                          | 4:06 |
| 19. | «Відлуння вірності» Слова: В. Близнюк Музика: А. Святогоров          |      |
| 20. | «Повір очам» Слова: В. Кудрявцев Музика: В. Івасюк                   |      |